# 死者の学園祭
『死者の学園祭』（ししゃのがくえんさい）は、赤川次郎の小説。また、これを原作とした漫画と日本映画。
原作小説は1977年にソノラマ文庫から刊行された赤川の長編デビュー作である。

## あらすじ
80年前、手塚学園に二人の男女が想いを寄せ合っていた。男はドイツから招かれた美術教師のメトカフ、女は学園長の娘で音楽教師の手塚澄子。メトカフには妻子がドイツにおり、当然二人の恋は周囲から猛反対を受けていたが、それでも澄子は講堂にあるピアノを弾き続け、美術室のメトカフとの絆を紡いでいた。しかし、ある日学園長が講堂から礼拝堂にピアノを移したため、澄子のピアノの音は美術室に聞こえなくなってしまう。メトカフは澄子の愛が冷めたと誤解し、澄子に対して「青い瞳の天使」という一枚の絵画を残して学園から姿を消し、澄子は悲しみの余り校舎から身を投げて自殺してしまった。その後、学園長は娘への謝罪の意を込め、ピアノを講堂に移した上でその脚を床に打ち付けて動かなくし、以後そのピアノは「張リ付けのピアノ」と呼ばれるようになった＿。
それから月日が流れ、手塚学園演劇部部員の山崎由子が、ある日校舎から飛び降り自殺を遂げる。その親友で演劇部部長の結城真知子は、自殺した親友の由子が遺した台本「青い瞳の天使」を学園祭で上演しようと駆け回っていた。それは、メトカフと澄子の恋、そして張り付けのピアノを題材としたものだった。しかし、その伝説に迫ろうとする真知子達の周囲で次々と事件が起きる… 。真知子は事件の真実に演劇部顧問の倉林や転校生の神山らの助けを得ながらその真実に迫ってゆく。

## 映画
2000年8月5日東映系公開。深田恭子の初主演作品であり、劇中でピアノを披露した他、主題歌も歌唱している。
興行収入は5億5100万円。同時上映は「仮面学園」。

### 出演
- 結城真知子（手塚学園生徒・演劇部部長）… 深田恭子
- 倉林勇（手塚学園国語教師・演劇部顧問）… 加藤雅也
- 神山英人（手塚学園生徒・転校生）… 内田朝陽
- 柳田真弓（手塚学園生徒）… 坂本三佳
- 小野治子（手塚学園生徒）… 林知花
- 山崎由子（手塚学園生徒）… 黒澤優
- 手塚和彦（手塚学園学園長）… 筒井康隆
- デビット・ソンヒル（手塚学園高校教師）… セイン・カミュ
- 浦澤和泉… 宮崎美子
- 結城正造（手塚学園理事・同学園美術館「エレミヤ館」館長、真知子の父）… 根津甚八

### スタッフ
- エグゼクティブプロデューサー… 原正人
- プロデューサー …  柘植靖司、井上文雄
- 製作担当… 木次谷良助
- 監督 … 篠原哲雄
- 脚本 …  安倍照男、山田珠美
- 原作 … 赤川次郎
- 撮影 …  柴主高秀
- 音楽 … 溝口肇
- ミュージック・エディター …  浅梨なおこ
- 美術… 稲垣尚夫
- 録音… 山田均
- 照明 … 豊見山明長
- 編集 … 冨田功
- 「死者の学園祭」製作委員会 …  角川書店、ホリプロ、東映、アスミック・エース

### 主題歌
- 深田恭子「How?」　(PCCA-01451)

## 漫画
- ぬすまれた放課後(松本洋子)
  - 『なかよし』（講談社）にて1985年12月号から1986年8月号まで連載。単行本は全2巻。

- 死者の学園祭(あきよし菜魚)
  - 2000年の映画化に合わせてコミカライズされた。単行本は全1巻(あすかコミックス刊)。

## 関連イベント
お化け屋敷
いずれも映画版を基に製作。内容とは別にホラー作品となっている。
- 富士急ハイランド「死者の学園祭」
  - 「パーソナルサイコサウンドシステム」と銘打ったウォークスルー形。
- ジョイポリス「死者の学園祭3Dサウンド」
  - 劇中の手塚学園の伝説の悲恋の恋人、ドイツ人のオイガン・メトカフと学園長の娘手塚澄子の亡霊が襲い掛かるストーリー。